# Сельское поселение Богдановка (Кинельский район)
Сельское поселение Богдановка — муниципальное образование в составе Кинельского района Самарской области.
Административный центр — село Богдановка.

## Административное деление
В состав сельского поселения входят:
- село Богдановка,
- село Кривая Лука;
- аул Казахский;
- посёлок Красный Ключ,
- посёлок Новосадовый.